# È piazza del Campo
È piazza del Campo è il terzo album di Mario Castelnuovo.

## Il disco
Il disco si allontana in maniera abbastanza decisa dalle sonorità dei dischi precedenti: se da un lato le atmosfere degli arrangiamenti delle canzoni sono prevalentemente acustiche, dall'altra parte vi è comunque una maggiore ricerca sonora, merito del cambio di produttore, da Minghi ad Ennio Melis e Lilli Greco, che suona le tastiere.
In quest'album inoltre Castelnuovo torna a collaborare con Goran Kuzminac, con cui tre anni prima aveva inciso Q Concert, insieme a Marco Ferradini, effettuando anche un tour insieme ai due colleghi.
Le canzoni dell'album sono tutte scritte da Mario Castelnuovo, tranne Palcoscenico, traduzione di Ma préférence del cantante e pianista francese Julien Clerc, di cui qualche anno dopo i Baraonna eseguiranno una cover.
Tra le altre canzoni sono da ricordare L'uomo distante, che venne anche incisa da Gigliola Cinquetti, Inchiostro, suddivisa in due parti di cui, curiosamente, la prima è quella che nel titolo riporta il numero due, l'intensa Gli amici, Piazza del Campo, brano acustico con un arpeggio in finger-picking ed una tastiera medioevaleggiante, che racconta di un amore sullo sfondo dell'omonima piazza di Siena (<<Dall'alto sembrava un'enorme conchiglia>>), L'ultimo treno per Roma, dove la ritmica riproduce l'andamento di un treno per raccontare l'incontro con una ragazza in uno scompartimento. Nel disco è presente anche il brano Le aquile, scritto per la colonna sonora del film dell'anno precedente I ragazzi della periferia sud diretto da Gianni Minello e incentrato sulla vita quotidiana di alcuni giovani negli anni del boom dell'eroina. Chiude il disco la breve Madrigale, con un testo contro la caccia.
Tra i musicisti che suonano nel disco sono da citare Arturo Stalteri, il noto tastierista dei Pierrot Lunaire, ed il cantautore Rodolfo Santandrea; l'album è stato registrato nel giugno 1985 negli studi CAM di Roma.
L'album è stato ristampato in CD dalla BMG Ricordi nel 2002.

## Tracce
Lato A
1. Piazza del Campo - 4:04
2. L'uomo distante - 4:20
3. La scogliera - 3:54
4. Inchiostro II - 3:33
5. Gli amici - 2:09

Lato B
1. Palcoscenico - 3:04
2. L'ultimo treno per Roma - 3:12
3. Stella di sugo - 4:19
4. Inchiostro - 3:36
5. Le aquile - 3:35
6. Madrigale - 1:08

Testi e musiche di Mario Castelnuovo

## Musicisti
- Mario Castelnuovo: voce, chitarra, kazoo
- Lilli Greco: tastiera
- Arturo Stalteri: tastiera
- Rodolfo Santandrea: tastiera
- Goran Kuzminac: chitarra